# Brigitte Berman

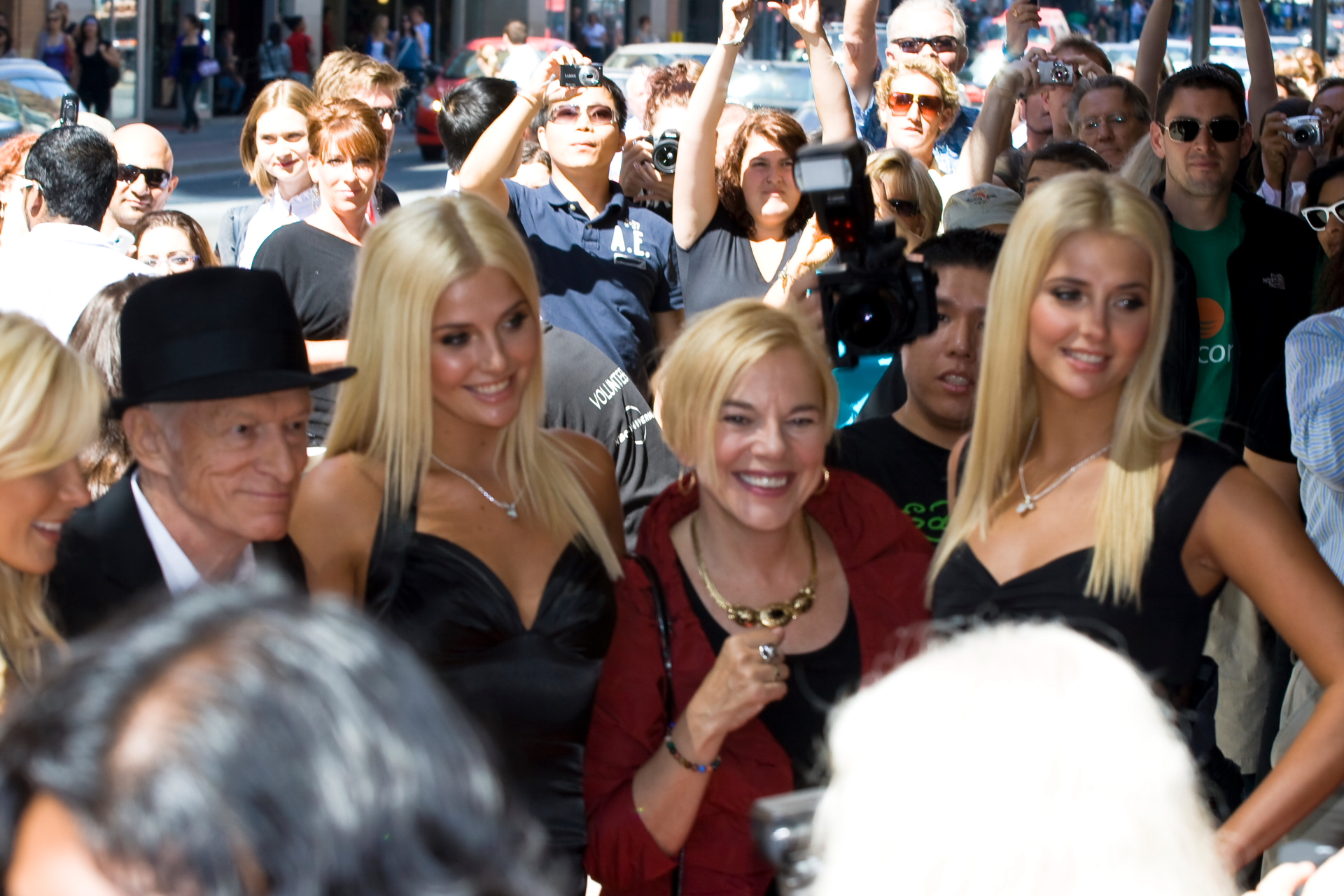
Hugh Hefner und Brigitte Berman (Mitte, in Rot) bei der Aufführung von Hugh Hefner: Playboy, Activist and Rebel auf dem Toronto International Film Festival 2009

Brigitte Berman (geb. Paech; * 1952 in Frankfurt am Main) ist eine deutsch-kanadische Filmregisseurin, Drehbuchautorin und Produzentin, überwiegend  von Dokumentarfilmen. Für ihre Dokumentation Artie Shaw: Time Is All You’ve Got gewann sie einen Oscar.

## Leben
Ihre Mutter Ursula Wilhelmina Atkinson-Berman (1925–2008) war eine Geschäftsfrau, die unter anderem eine Bäckerei, einen Souvenirladen und eine Kette für Frauenbekleidung leitete. Sie stammte aus Wattenscheid und emigrierte 1950 mit ihrem Sohn nach Hamilton in Kanada. Später kehrte sie vorübergehend nach Deutschland zurück, wo ihre Tochter Brigitte 1952 geboren wurde. Mit 12 Jahren kam Brigitte Berman nach Kanada. Sie hat die deutsche und die kanadische Staatsbürgerschaft und spricht Englisch, Deutsch und Französisch.
Berman studierte Englisch und Film an der Queen’s University in Kingston, wo sie 1971 den Bachelor of Arts (B.A.) und im Jahr darauf den Bachelor of Education (B.Ed.) erlangte. Dass sie sich für den (damals neuen) Studiengang Film entschied, beruhte vor allem auf dem Einfluss des kanadischen Dozenten und Filmkritikers Peter Harcourt (1931–2014), mit dem sie an mehreren Universitätsprojekten zusammenarbeitete.
Nach dem Studium begann Berman für die CBC zu arbeiten, zunächst als Rechercheurin im Bereich aktuelles Tagesgeschehen. Später war sie als Regisseurin und Produzentin für CBC tätig, unter anderem wirkte sie in dieser Funktion von 1981 bis 1984  an der TV-Nachrichten-Sendung Take 30 mit. Gleichzeitig arbeitete sie in ihrer Freizeit an einer Dokumentation über den US-amerikanischen Jazz-Musiker Bix Beiderbecke (Bix: ‘Ain’t None of Them Play Like Him Yet‘, 1981). Der Film wurde auf mehreren Festivals ausgezeichnet, unter anderem mit einem Bronzenen Hugo auf dem Chicago International Film Festival.
Während ihrer Arbeit an Bix hatte Berman den Jazz-Musiker Artie Shaw interviewt und beschloss, einen Dokumentarfilm über ihn zu drehen. Wie auch schon zuvor arbeitete sie dabei mit dem ausführenden Produzenten Don Haig zusammen. Ihre Arbeit umfasste ein vier Tage dauerndes Interview mit Shaw und umfangreiche Recherchen. Ende 1984 gab Berman ihre Stelle bei CBC auf, um den Film fertigzustellen. Artie Shaw: Time Is All You’ve Got wurde bei der Oscarverleihung 1987 mit einem Oscar in der Kategorie Bester Dokumentarfilm ausgezeichnet (zusammen mit dem Film Down and Out in America). Nach der Fertigstellung des Films arbeitete Berman einige Monate in London an verschiedenen Filmprojekten und kehrte schließlich nach Toronto zurück, wo sie lebt. 
In weiteren Dokumentationen porträtierte Berman unter anderem den kanadischen Künstler und Geografen Robert Bateman (Robert Bateman: A Celebration of Nature, 1984), den Schauspieler Gordon Pinsent (The River of My Dreams, 2016) und Playboy-Gründer Hugh Hefner (Hugh Hefner: Playboy, Activist and Rebel, 2009). An dem Film über Hefner, den sie ursprünglich kennengelernt hatte, weil er sich für ihren Film Bix interessierte, arbeitete sie drei Jahre lang. Er lief auf verschiedenen Filmfestivals wie dem Toronto International Film Festival. 2018 brachte Berman eine weitere Doku über Hefner heraus, die sich vor allem mit seinen früheren Fernsehsendungen Playboy’s Penthouse und Playboy After Dark auseinandersetzt.
Berman war mit dem Filmproduzenten Victor Solnicki (1938–2016) verheiratet. Er hatte an dem Film Hugh Hefner’s After Dark mitgearbeitet, war aber vor dessen Fertigstellung verstorben.

## Filmografie (Auswahl)
- 1975–1976: In Good Company (Fernsehserie)
- 1977–1981: Quarterly Report (Fernsehsendung)
- 1980: How Music Came to the Garden City (Fernseh-Dokumentation)
- 1980: Elmira (Fernseh-Dokumentation)
- 1981–1984: Take 30 (Fernsehsendung, 90 Folgen)
- 1981: Bix: 'Ain’t None of Them Play Like Him Yet' (Dokumentarfilm)
- 1982: The Many Faces of Black (Fernseh-Dokumentation)
- 1983: The Osbornes: A Very Special Family (Fernseh-Dokumentation)
- 1983: Judy Chicago and the Dinner Party (Fernseh-Dokumentation)
- 1984: Robert Bateman: A Celebration of Nature (Dokumentar-Fernsehserie)
- 1985: Artie Shaw: Time Is All You’ve Got (Dokumentarfilm)
- 1994: The Circle Game
- 1998: Testing the Limits
- 2001: Le porte-bonheur (Fernsehfilm)
- 2002: Ta voix dans la nuit (Fernsehfilm)
- 2009: Hugh Hefner: Playboy, Activist and Rebel (Dokumentarfilm)
- 2016: The River of My Dreams (Dokumentarfilm)
- 2018: Hugh Hefner’s After Dark: Speaking Out in America (Dokumentarfilm)